# Nabal

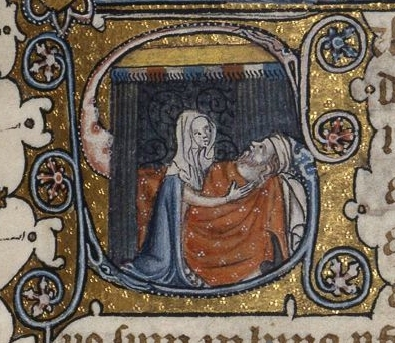
Abigaíl atendiendo a Nabal

De acuerdo con el primer Libro de Samuel, capítulo 25, Nabal es un personaje bíblico.
Su nombre significa insensato. Estaba casado con Abigaíl.
Se trata de un hombre mezquino, un rico calebita que tenía grandes rebaños en Judá, donde se niega a ayudar al rey David, pagando mal por bien, puesto que David y sus hombres cuidaban el desierto donde se encontraban las ovejas de Nabal.
Escapa de su venganza gracias a la prudencia de su mujer. Pero Yahvé lo hirió: diez días más tarde muere, probablemente por un infarto o un derrame cerebral, presa de su insensatez.